# نبرد دانکرک
نبرد دانکرک نبردی در ماه‌های آغازین جنگ جهانی دوم حوالی شهر بندری دانکرک در شمال فرانسه، بین نیروهای ورماخت و متفقین غربی بود که در نهایت با تسلیم شدن نیروهای فرانسوی و تخلیه نیروهای بریتانیایی، با پیروزی آلمانی‌ها به پایان رسید.

## پیش‌زمینه
جنگ جهانی دوم ۱ سپتامبر سال ۱۹۳۹ با تهاجم آلمان به لهستان آغاز شد. تنها سه هفته به طول انجامید تا مهاجمان آلمانی بر مدافعان لهستانی فائق آیند و بر این کشور سیطره پیدا کنند. در این هنگام، نزد بسیاری ارتش فرانسه به عنوان قدرتمندترین نیرو از نوع خود در سرتاسر جهان به حساب می‌آمد و تصور می‌شد اتفاقاتی که در لهستان افتاد، در غرب اروپا تکرار نخواهد شد.
با این وجود پس از یک دوره هشت‌ماهه از جنگ تصنعی، نیروهای آلمانی از ۱۰ مه سال ۱۹۴۰، به یک باره هلند، بلژیک و لوکزامبورگ را مورد حمله قرار دادند. قوای متفق به خیال این که اتفاقات سال ۱۹۱۴ جنگ جهانی اول در حال تکرار است، ارتش‌های شمالی خود را عازم این مناطق کردند. بر خلاف تمامی پیشبینی‌های طرف غربی، تمرکز تهاجم آلمانی‌ها بر خلاف منطقه فلاندر بر مناطق جنوبی و گذر از جنگل‌های «رخنه‌ناپذیر» آردن قرار گرفته بود. از آن‌جایی که تصور می‌شد امکان به‌کارگیری تانک‌های آلمانی در این نواحی وجود ندارد، خط دفاعی ماژینو آن را پوشش نمی‌داد.
درحالیکه نیروهای گروه ارتش آ ورماخت تحت امر ارتشبد فدر فون بک قوای دشمن را در بلژیک درگیر خود نگاه داشته بود، یگان‌های گروه ارتش ب به فرماندهی ارتشبد گرت فن روندشتت با جلوداری قریب به ۱۸۰۰ تانک و پشتیبانی ۳۲۵ بمب‌افکن شیرجه‌ای اشتوکا، پس از گذر از رود موس، وارد خاک فرانسه شدند. ساختار ارتش‌های دوم و نهم فرانسه با نیروهای درجه دوم و تسلیحات ضد تانک منسوخ، با قرار گرفتن در مقابل این یورش به سرعت از هم پاشید. نیروهای زرهی آلمانی از روز ۲۰ ماه مه با چرخش به سمت غرب رو به کانال مانش آوردند و در مقابل مقاومت ضعیف و پراکنده دشمن، با تصرف شهرها یکی پس از دیگری، به پیشروی سریع ادامه دادند. در همین هنگام نیروهای متفق در بلژیک پس از مقداری موفقیت مختصر اولیه، زیر حملات شدید هوایی، مداوما در حال عقب‌نشینی به سمت دریا بودند. در نهایت با سیطره سر نیزه زرهی ورماخت بر آبویل و رسیدن این نیروها به دریا، نیروهای متفق به دو نیم شدند. بدین ترتیب دو ارتش فرانسه و تمامی نیروهای بلژیکی و قوای اعزامی بریتانیایی در فنلاندر بین یگان‌های آلمانی و دریا به محاصره درآمدند.

## ماجرای نبرد
درحالی که دو سوم ارتش بریتانیا در دانکرک در انتظار تخلیه توسط کشتی‌ها و قایقهای محلی بود، ورماخت فرمان توقف دریافت. گفته می‌شود آدولف هیتلر قصد داشت با این اقدام به بریتانیا بفهماند قصد ادامه جنگ با این کشور ندارد. در نهایت بریتانیا موفق شد با استفاده از این فرصت نیروهای خود را از دانکرک تخلیه کند. با تخلیه این نیروها ۲۵۰۰ توپ و ده‌ها هزار مسلسل سنگین، نفربر، تانک و خمپاره‌انداز به جای گذاشته شد.

## روحیه دانکرک

نیروهای بریتانیایی در حال تخلیه دانکرک

بعدها دستگاه تبلیغاتی بریتانیا از تخلیه موفق دانکرک در ۱۹۴۰، و به ویژه نقش کشتی‌های کوچک دانکرک بهره‌بردای نمود. بسیاری از این کشتی‌های کوچک کشتی‌های شخصی همانند کشتی‌های ماهیگیری بودند که از نواحی حتی دوردست مانند جزیره من در شمال غرب انگلیس و از گلاسکو برای کمک آمده بودند. کشتی‌های بسیار کوچک به‌طور رسمی تحت راهنمایی ناوهای جنگی کار تخلیه در کانال انگلیس را انجام می‌دادند. آن‌ها هم می‌توانستند به ساحل و آب‌های کم عمق نزدیک‌تر شوند و کار همانند شاتل‌هایی بین ساحل و ناوهای بزرگ عمل کنند و هم کار تخلیه نیروهای پیاده که گاه تا ساعت‌های حتی در داخل آب صف بسته بودند و بعضاً تا گردن داخل آب بودند را جمع‌آوری کنند. روحیه دانکرک هنوز برای تمثیل باور مشهوری که اتحاد بریتانیایی‌های در مواقع ضروری را تمثیل می‌کند به کار می‌رود.